# Ker-Xavier Roussel
Ker-Xavier Roussel (født 10. december 1867 i Lorry-lès-Metz, département Moselle ; død 5. juni 1944 i L’Étang-la-Ville, département Yvelines) var en fransk maler med tilknytning til kunstnergruppen Les Nabis.
Som 15-årig elev på Lycée Condorcet mødte han to andre fremtidige kunstnere Edouard Vuillard og Maurice Denis der også skulle indgå i kunstnergruppen Les Nabis.
Som 21-årig begyndte han på École nationale supérieure des beaux-arts, hvor en anden af hans venner Pierre Bonnard også studerede.
Roussel malede blandt andet symbolistiske landskaber og efter 1900 især mytologiske scener.
| - Infoboksens tre 'Kendte værker' - La Terrasse, 1892 - Den sovende Diana, 1924 - Bacchus' optog |

| - Bortførelsen af Leukippos' døtre - Hele udsmykningen - Udsnit af udsmykningen til Bernheim-familiens private palæ, Avenue Henri Martin, 1911. - Detalje |

| - Andre af Ker-Xavier Roussels værker, efter år - Konversation, 1891-93 - Livsaldre, 1892-95, Musée d'Orsay - Mytologisk tema, 1903 - Venus og Cupido ved havet, 1908 - Fauno y ninfa, ca. 1910 (Faun og nymfe) - L'ombrelle rouge, coeur du Louvre (Den røde parasol, hjertet af Louvre), ca. 1910 - Landlig festival, sommer, 1911-13, Pusjkinmuseet - Vieux Silène sur un âne, 1925-27 (Gamle Silenos på et æsel) - Kvinder i et landskab, Île-de-France, 1932-35 |